# Hato Corozal
Hato Corozal är en kommun i Colombia.   Den ligger i departementet Casanare, i den centrala delen av landet, 400 km nordost om huvudstaden Bogotá. Antalet invånare är 10 091.